# William Edler
William „Bill“ Edler (* 11. Februar 1964 in Evanston, Illinois) ist ein ehemaliger professioneller US-amerikanischer Pokerspieler. Er gewann 2007 ein Bracelet bei der World Series of Poker und das Main Event der World Poker Tour.

## Werdegang
Edler erhielt von der University of California, Berkeley einen Abschluss in Rechtswissenschaften.
Er begann im Jahr 2005 professionell Turnierpoker zu spielen und spielte sich vorübergehend bis auf Platz 58 der ewigen Geldrangliste. Im Frühjahr 2007 gelang Edler sein erster Erfolg, als er bei einem Heads-Up-Turnier in Compton den ersten Platz belegte. Auf seinem Weg zum Titel ließ er Patrik Antonius, Brad Booth, Michael Mizrachi, Ted Forrest und im Finale Barry Greenstein hinter sich. Nach Finalteilnahmen bei zwei Turnieren der World Poker Tour (WPT), bei denen Edler knapp 300.000 US-Dollar gewann, spielte er eine außergewöhnliche World Series of Poker (WSOP) in Las Vegas. Edler gewann bei der WSOP 2007 ein Bracelet durch den Sieg bei einem Turnier der Variante No Limit Hold’em, wodurch er über 900.000 US-Dollar Preisgeld erhielt. Bei dem Turnier wurde mit maximal sechs Spielern pro Tisch gespielt (Shorthanded). Am Finaltisch besiegte Edler unter anderem Erik Friberg, Dutch Boyd und Tony G. Edler spielte nach seinem Triumph ein hervorragendes Main Event. Er wurde von über 6300 Teilnehmern 23. und erhielt so ein Preisgeld von 333.490 US-Dollar. Sechs Wochen nach der WSOP 2007 gewann Edler seinen ersten WPT-Titel. Beim Turnier in Biloxi gewann er knapp 750.000 US-Dollar. Seinen letzten Turniergewinn erzielte Edler im Januar 2011.
Insgesamt hat er sich mit Poker bei Live-Turnieren knapp 3,5 Millionen US-Dollar erspielt.